# Cianura... și picătura de ploaie
Cianura... și picătura de ploaie este un film românesc din 1978 regizat de Manole Marcus. Rolurile principale au fost interpretate de actorii Victor Rebengiuc, Iurie Darie și Maria Chira.

## Distribuție
Distribuția filmului este alcătuită din:
- Victor Rebengiuc — maiorul Luca de la Miliția Judiciară
- Iurie Darie — Robert Rădulescu („Bobi”), contabilul șef al trustului de construcții
- Maria Chira — Gabriela Gheorghiu („Gabi”), soția casierului, soră șefă la Spitalul de Urgență
- Aurel Giurumia — Ion Gheorghiu („Papa”), casier la trustul de construcții
- Mihai Dobre — cpt. Matei de la Miliția Judiciară
- Ștefan Bănică — George Berlogea („Gigi”), bișnițar condamnat, fost coleg de liceu al lui Bobi
- Dem Niculescu — Grigore Danielescu, normatorul Șantierului nr. 2, infractor recidivist
- Ottília Borbáth — Dora Vasilescu, dansatoare la barul de noapte „Atlantic”
- Doina Anastasiu — Georgeta Iancu („Gina”), dansatoare la barul de noapte „Atlantic”
- Marin Moraru — dr. Grecea, șeful laboratorului de la Spitalul de Urgență
- Gheorghe Șimonca — directorul trustului de construcții
- Marietta Rareș — mama lui Gheorghiu
- Dumitru Palade — Trăilescu, fost gestionar al unui depozit de medicamente din Timișoara, condamnat
- Olimpia Arghir — tov. Georgescu, șefa Serv. Financiar al trustului de construcții
- Ion Lupu — milițianul care-l arestează pe Danielescu
- Eugen Racoți — funcționar la Serv. Financiar al trustului de construcții
- Ion Besoiu — prof.dr. Liviu Florian, directorul Spitalului de Urgență (nemenționat)

## Primire
Filmul a fost vizionat de 1.611.285 de spectatori în cinematografele din România, după cum atestă o situație a numărului de spectatori înregistrat de filmele românești de la data premierei și până la data de 31 decembrie 2014 alcătuită de Centrul Național al Cinematografiei.